# Vicky Colbert

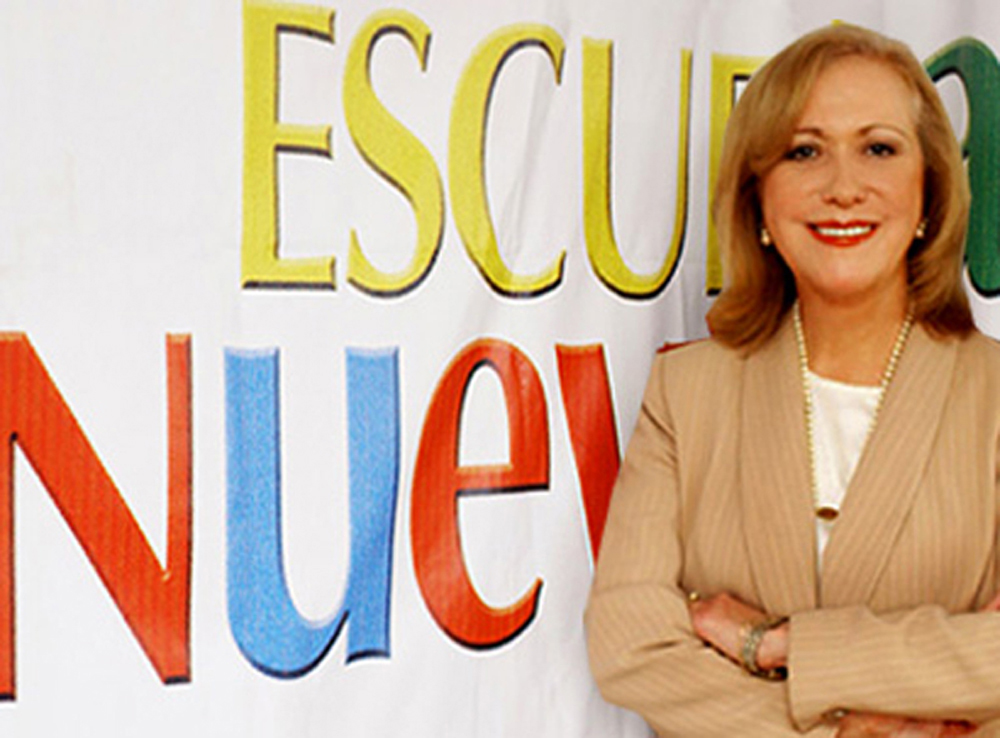

Vicky Colbert (hay tên đầy đủ Clara Victoria Colbert de Arboleda) là tên của một người phụ trách chính của mô hình trường học mới tên là Escuela Nueva (Trong tiếng Tây Ban Nha, nó có nghĩa là "trường mới") mà bà đã phổ biến khắp Columbia và lan rộng ra nhiều quốc gia khác trong khoảng thời gian hơn 4 thập kỉ. Bà từng là thứ trưởng bộ giáo dục của Columbia và đã giành được nhiều giải thưởng cho công việc của mình. Hiện tại, bà đang là giám đốc điều hành của tổ chức Escuela Nueva. Năm 2013, bà nhận được giải thưởng Giáo dục sáng tạo của quỹ Qatar và vào tháng 9 năm 2017, bà nhận được giải phát triển giáo dục Yidan của quỹ giải thưởng Yidan.

## Lí lịch
Gia đình của bà Colbert là một gia đình rất quan tâm đến vấn đề giáo dục. Chẳng hạn như cha đỡ đầu của bà là bộ trưởng bộ giáo dục của Colombia, mẹ bà là một giáo viên và cũng là người đã thành lập một trường đào tạo giáo viên. Bên cạnh đó, cha bà là một nhân viên văn phòng trong lực lượng hải quân Mỹ.
Bà nhận được học bổng của quỹ Ford và vì thế bà có cơ hội đi du học tại đại học Stanford. Sau đó bà về nước, nơi mà "Tôi muốn giải quyết các vấn đề về giáo dục tiểu học và làm việc với những người nghèo khổ nhất trong những ngôi trường nghèo và bị biệt lập".

## Sự nghiệp
Bà làm việc ở vùng nông thông, nên vì thế thế có rất nhiều gia đình trồng cà phê. Và trẻ em thì thường xuyên nghỉ học để phụ giúp công việc này, điều đó đã dẫn đến một vấn đề nghiêm trọng khi những đứa trẻ ấy đi học lại. Vì thế vào giữa những năm 1970, bà cùng với Oscar Mogonlión và Beryl Levinger thành lập ra một mô hình dạy học tên Escuela Nueva để phù hợp với sự vắng mặt này.
Sau nhiều năm nỗ lực, hiện tại, mô hình này được sử dụng ở hơn 20000 trường học ở đó. Ngoài ra, nó đã được lan rộng đến 19 quốc gia bao gồm Brazil, Philippines và Ấn Độ.